# Стажава (Підкарпатське воєводство)
Старява (пол. Starzawa) — село в Польщі, у гміні Стубно Перемишльського повіту Підкарпатського воєводства.
Населення — 187 осіб (2011).

## Назва
У 1977—1981 рр. в ході кампанії ліквідації українських назв село називалося Ставіска (пол. Stawiska).

## Історія
Давнє село Надсяння, до 1772 р. знаходилося в Перемишльській землі Руського воєводства.
У 1880 р. село належало до Мостиського повіту Королівства Галичини та Володимирії Австро-Угорської імперії, в селі було 347 будинків і 1815 жителів, а на території панського двору — 5 будинків і 33 мешканці (з них було 1724 греко-католики, 25 римо-католиків і 29 юдеїв; 1826 українців, 17 поляків і 1 німець). Місцева греко-католицька парафія належала до Мостиського деканату Перемишльської єпархії.
У 1939 році в селі проживало 2460 мешканців, з них 2400 українців-грекокатоликів, 5 українців-римокатоликів, 25 поляків і 30 євреїв. Село входило до ґміни Малнув Мостиського повіту Львівського воєводства. Греко-католицька парафія належала до Медицького деканату Перемишльської єпархії.
Наприкінці вересня 1939 р. село зайняла Червона армія. 27.11.1939 постановою Президії Верховної Ради УРСР село у складі повіту включене до новоутвореної Дрогобицької області, а 17 січня 1940 року — до Мостиського району. В червні 1941, з початком Радянсько-німецької війни, село було окуповане німцями. В липні 1944 року радянські війська оволоділи селом, а в березні 1945 року через село прокладено кордон і західна частина передана Польщі (східна частина досі називається Старява). Із західної частини села українців добровільно-примусово виселили в СРСР.
У 1975—1998 роках село належало до Перемишльського воєводства.

## Демографія
Демографічна структура станом на 31 березня 2011 року:
|          | Загалом | Допрацездатний вік | Працездатний вік | Постпрацездатний вік |
| -------- | ------- | ------------------ | ---------------- | -------------------- |
| Чоловіки | 104     | 20                 | 74               | 10                   |
| Жінки    | 83      | 14                 | 55               | 14                   |
| Разом    | 187     | 34                 | 129              | 24                   |